# Anauxesis flavofemorata
Anauxesis flavofemorata là một loài bọ cánh cứng trong họ Cerambycidae.